# Another Crab's Treasure
Another Crab's Treasure è un videogioco del 2024 sviluppato e pubblicato da Aggro Crab per Nintendo Switch, Microsoft Windows, Xbox One, Xbox Series X e Series S e PlayStation 5. Distribuito il 25 aprile 2024, il Soulslike è stato reso disponibile al lancio tramite Xbox Game Pass.